# Allgäuerisch
Allgäuerisch ist ein umgangssprachlicher Sammelbegriff für die verschiedenen Regionaldialekte im Allgäu. Man spricht vereinfacht vom Allgäuer Dialekt, da sich die einzelnen Regionaldialekte trotz gewisser Unterschiede dennoch ähneln. Das Allgäuerische gehört zum Alemannischen und ist je nach Region nahe mit dem Vorarlbergerischen und dem Oberschwäbischen verwandt.

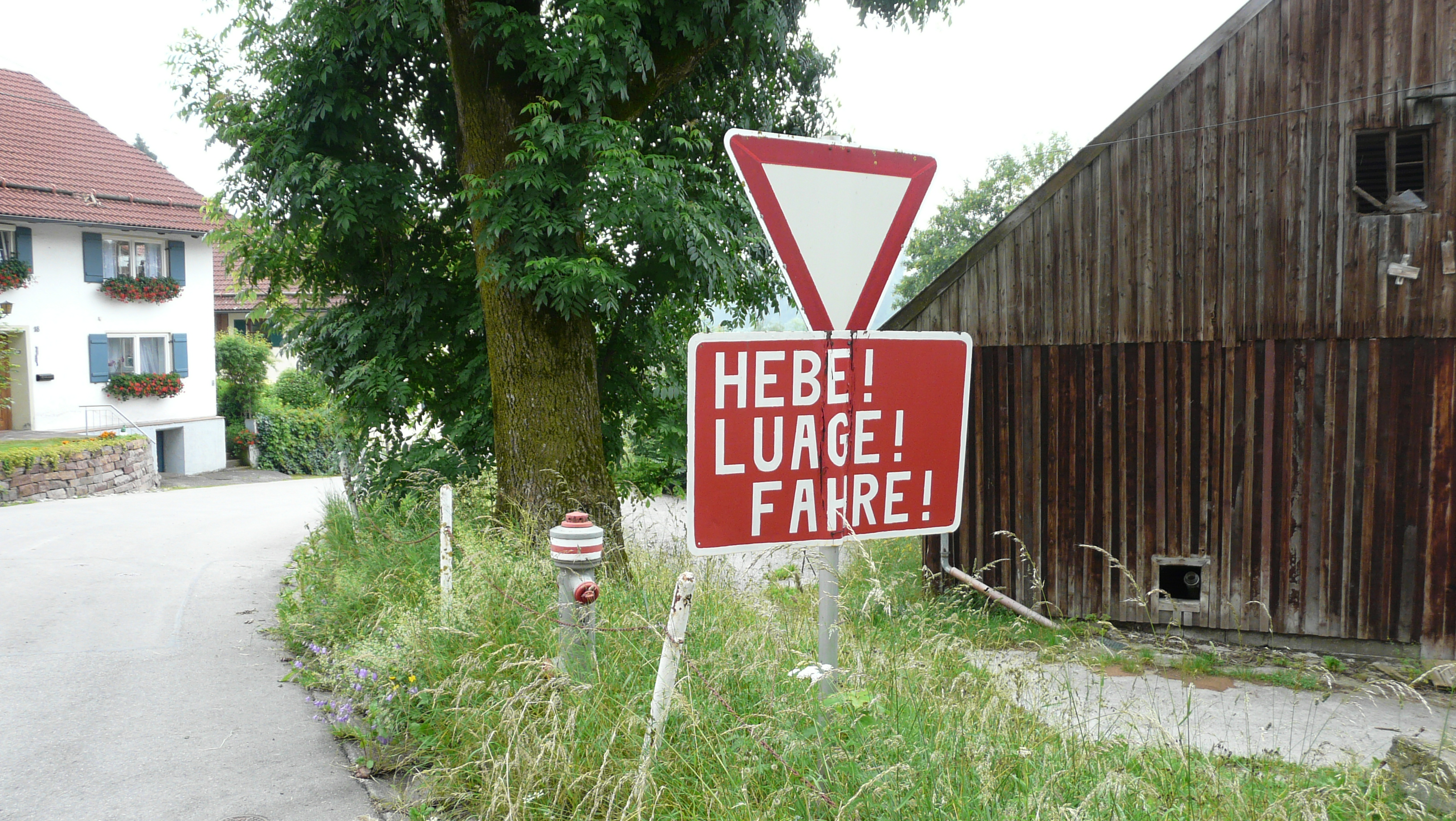
Verkehrsschild auf Allgäuerisch: „halten! schauen! fahren!“

## Regionaldialekte
Zu den größten Unterschieden zwischen den einzelnen Allgäuer Dialekten kommt es, da das Allgäu eine markante Mundartgrenze aufweist, die „Wiib-Weib-Linie“. Im südlich von Immenstadt gelegenen Teil des Oberallgäus, sowie im Westallgäu bis hin zu Wangen und Isny, wird Niederalemannisch gesprochen. Der nördliche Teil des Landkreises Oberallgäu, die kreisfreie Stadt Kempten (Allgäu), der vollständige Landkreis Unterallgäu mit Memmingen und der Landkreis Ostallgäu mit Kaufbeuren wird sprachwissenschaftlich dem Schwäbischen zugerechnet und gehört daher nicht den Allgäuer Dialekten an (siehe auch Sprachatlas von Bayerisch-Schwaben).
Im Umgangssprachlichen gliedert sich das Allgäuerische grob in drei Unterdialekte (Oberallgäuerisch, Ostallgäuerisch und Westallgäuerisch), die nach der jeweiligen Region benannt werden, wobei sich die sprachliche Verbreitung, unter anderem durch jene niederalemannisch-schwäbische Mundartgrenze, nicht mit den Grenzen jener Regionen oder gar den Landkreisen deckt.

## Beispielsatz
Hochdeutsch
- Gestern war noch Winter, heute ist schon Frühling.

Westallgäuerisch
- Geaschtig isch no Wintr gsi, heit isch scho Frieling. oder
- Gischt isch no Wintr gsi, hitt isch scho Frialing.

Oberallgäuerisch
- Nächt isch no Wintr gwea, huit isch schu Frieling/Länzeg.

Ostallgäuerisch
- Nächt isch no Wintr gwee, heit isch scho Frieling.

Vorarlbergerisch
- Gescht’d isch no Wintr gsi, hüt isch scho Früalig.

## Einige exemplarische Ausdrücke
| Hochdeutsch          | Oberallgäuerisch                  | Ostallgäuerisch | Westallgäuerisch    |
| -------------------- | --------------------------------- | --------------- | ------------------- |
| Almabtrieb           | Viehscheid                        | Alpabtrieb      | Fehrschoid          |
| schmalbrüstiger Mann | Krischbl                          | Krischbl        | Drohtiga / Krischbl |
| Mädchen              | Feel                              | Feel            | Schputl / Feel      |
| Junge                | Büe                               | Bue             | Bue                 |
| Kleidung             | Hääs                              | Hääs            | Hääs                |
| Kopf                 | Grind                             | Grend           | Grind               |
| Jungrind             | ledigs Väe (unverheiratetes Vieh) | Schumpe         | Schump              |
| Korb                 | Kchrätte                          | Kchrätte        | Kchrätte            |
| Kamm                 | Schträäl                          | Schträäl        | Schrääla            |
| Handkehrbesen        | Kchergar                          | Kchergar        | Förb                |
| Sicherheitsnadel     | Gluufe                            | Gluufe          | Gluufe              |
| Spalt                | Klumse                            | Klumse          | Klumse              |
| eigensinnig, stur    | gschterrgrindig                   | gschterrgrendeg | oigagrindig         |
| immer                | allat                             | allat           | allat / allbot      |